# Telemundo
Telemundo (phát âm tiếng Tây Ban Nha: [teleˈmundo]) là mạng truyền hình mặt đất tiếng Tây Ban Nha trực thuộc công ty Comcast, Mỹ. Đây là đài đứng thứ hai về mức độ phổ biến các chương trình bằng tiếng Tây Ban Nha, chỉ sau Univision.